# Lymphoma Burkitt
Lymphoma Burkitt là lymphoma không Hodgkin tế bào B có đặc điểm diễn tiến rất nhanh cùng sự chuyển vị và loạn điều hòa gen MYC trên nhiễm sắc thể 8. Đây là dạng ung bướu ở người phát triển nhanh nhất và nó có liên hệ với virus Epstein–Barr. Căn bệnh mang tên nhà phẫu thuật Denis Burkitt, người mà vào năm 1958 đã mô tả những ca u hàm lớn nhanh bất thường ở những đứa trẻ Uganda. Tổ chức Y tế Thế giới phân lymphoma Burkitt thành ba loại con gồm đặc hữu, lẻ tẻ, và liên hệ suy giảm miễn dịch. Lymphoma Burkitt xảy ra chủ yếu ở châu Phi xích đạo và Papua New Guinea song đôi khi cũng thấy ở những nơi khác trên thế giới.
Một số quan sát gợi ý virus Epstein–Barr (EBV) là nguyên nhân trực tiếp gây ra lymphoma Burkitt đặc hữu (eBL), tuy nhiên không rõ bằng cách nào mà nó biến tế bào B trở thành ác tính. Có tới 95% số ca eBL liên hệ với EBV, trong khi tỷ lệ này với loại liên quan suy giảm miễn dịch và lẻ tẻ (sBL) lần lượt là 40% và 5–15%. Tồn tại mối liên kết giữa lymphoma Burkitt, virus Epstein–Barr, và bệnh sốt rét; một vài nghiên cứu gợi ý rằng sốt rét tác động đến tế bào B nhiễm EBV, làm tăng nguy cơ mắc eBL. Nhiễm HIV là yếu tố nguy cơ rất lớn dẫn đến lymphoma Burkitt loại suy giảm miễn dịch, trong khi loại đặc hữu thì không rõ ràng.
Điểm đặc trưng của lymphoma Burkitt là sự chuyển vị của gen MYC đến một locus Ig, tạo ra một điểm đứt trong nhánh dài của nhiễm sắc thể 8, cạnh hoặc ở gen MYC. Kiểu chuyển vị hay gặp nhất là t(8:14) thấy ở 80% bệnh nhân, ít gặp hơn là t(8:22) và t(8:2). Điều này dẫn đến việc gen MYC vốn là một gen sinh ung được kích hoạt và biểu hiện quá mức. Trong khi có tốc độ sinh sôi rất nhanh, các tế bào ung thư lại vẫn nhạy cảm với apoptosis. Chúng luôn là dòng tế bào B, kích cỡ vừa và đơn hình. Quan sát dưới kính hiển vi, lymphoma Burkitt có diện mạo "trời sao" do đông đảo đại thực bào dị dạng đã nuốt tế bào ung thư nằm xen lẫn giữa những bạch huyết bào.
Triệu chứng và diễn tiến của lymphoma Burkitt rất khác biệt giữa các bệnh nhân. Với loại sBL, triệu chứng hay gặp nhất ở vùng bụng như đau bụng, trướng bụng, buồn nôn, nôn mửa, xuất huyết ruột dạ dày. Trong khi đó người mắc eBL thường biểu hiện sưng hàm hoặc quanh hốc mắt, đặc biệt ở trẻ nhỏ 3–7 tuổi. Chẩn đoán được thực hiện bằng cách lấy mẫu mô bệnh (hạch bạch huyết nông hoặc dịch màng phổi ác tính) rồi khám nghiệm dưới kính hiển vi. Lymphoma Burkitt rất nhạy với hóa trị và là một trong những loại ung thư có thể được chữa khỏi chỉ bằng hóa trị. Cơ hội chữa thành công là cao, 75 đến 85% khi kết hợp hóa trị tăng cường với rituximab, dù vậy tồn tại nguy cơ tử vong do điều trị đáng kể ở bệnh nhân cao tuổi.